# Björn Wirdheim

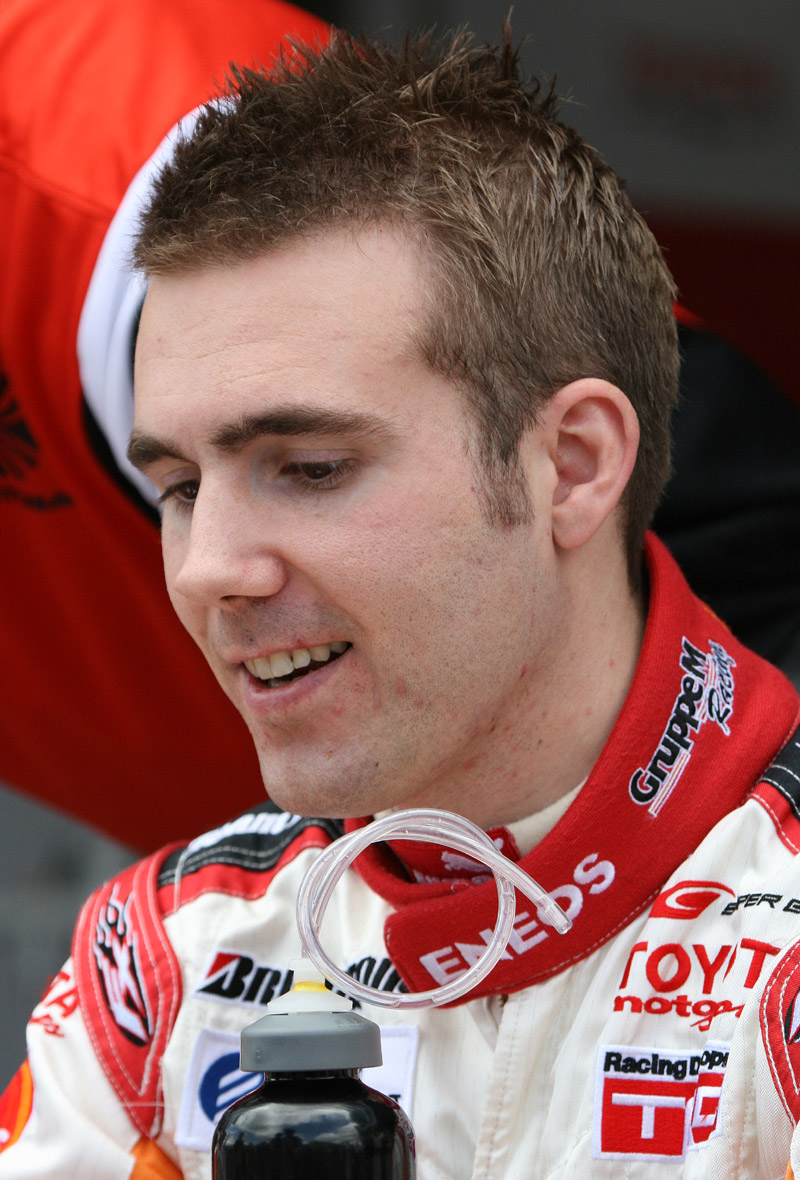
Björn Karl Mikael Wirdheim

Björn Karl Mikael Wirdheim (Växjö, 1980. április 4. –) svéd autóversenyző, Örnulf Wirdheim, svéd autóversenyző legidősebb fia.

## Pályafutása

### A kezdetek
Wirdheim korán elkezdett érdeklődni a motorsport iránt, amíg figyelemmel követte édesapját, Örnulfot, aki Európa versenypályáin különböző GT sorozatokban versenyzett. 10 évesen apja nyomába lép, ami a junior gokartozás alsó korhatára.
1990-ben debütált a mikro-kart sorozatban és 1995-ig is itt versenyzett. Második szezonjában kiválasztották Svédország legsikeresebb versenykonzorciuma, a växjöi csapattulajdonos, Christer Johansson által alapított "Ichi Ban Junior Team"-be. 1995-ben jelentkezett a Skandináv Formula Iskolába a Svéd Gokart Bajnokság legjobb három versenyzőjével együtt. A szövetség külön részvételi engedélyt adott a 15 éves fiúnak, mivel még nem töltötte be a 16-ot, végül a második helyen végzett.
1996-ban, a Svéd Autósport Szövetség módosította a Formula autók versenyzési korhatárát 16 évre, így korán debütálhatott a Formula Ford-ban. Wirdheim még az Ichi Ban szárnyai alatt debütált a Svéd Formula Ford sorozat második felében. Csak az utolsó hat futamon vett részt, így is hatodik lett az összetett versenyben, harmadik a fiatalok versenyében, és megszerezte az első Formula Ford győzelmét élete második futamán.
1997-ben a Brossons Racing bekebelezte az Ichi Ban-t. Öt futamgyőzelemmel, hét második hellyel és egy kieséssel bebiztosította magának a bajnokságot, és így minden idők legfiatalabb olyan győztese lett, aki egyszerre lett bajnok a fiatalok között, és a teljes mezőnyben. A junior bajnokságban minden versenyt megnyert egy kivételével, amikor is kiesett. Ősszel, a Brands Hatch-i Formula Ford Fesztiválon mutatkozott be a nemzetközi porondon a Swift autógyár versenyzőjeként. A verseny egy nem hivatalos világbajnokságnak számított, és a következő két évben is versenyzett itt, felállítva az utolsó alkalommal, 1998-ban, egy új, hivatalos körrekordot. A szezon egy tesztmeghívással lett teljes, amit a korábbi Formula–1-es versenyző, Stefan Johansson szervezett a Paul Stewart Racing-nél.
18 évesen külföldre költözött, Stefan Johansson segített neki egy állást szerezni az egyesült királysági központú Formula Palmer Audi sorozatban. A svéd úgy döntött, hogy félúton megszakítja a hároméves Műszaki Főiskolai tanulmányait, és Angliába költözik, hogy profi autóversenyzői pályájára koncentrálhasson. 100 napot dolgozott versenyigazgatóként Palmer egyik versenyhelyszínén. A Palmer Audi Bajnokságban értékes tapasztalatokat szerzett, és olyanok mellett került párszor a dobogóra, mint Justin Wilson. Egy rendkívüli versenyen a Skandináv Formula 3 bajnokságban a svéd és az északi elit versenyében a második helyen végzett.

### Forma 3
2000-ben a korábbi olasz Formula 1-es versenyző, Piercarlo Ghinzani csapatához, a Német Formula 3-ban szereplő Ghinzani-hoz szerződött. Legjobb eredménye egy negyedik hely volt Zolderben. Három napot tesztelt Valenciában, Spanyolországban a bajnokságot megnyerő KMS csapattal, olyan emberekkel, mint Felipe Massa. A svéd ajánlatot kapott a KMS-től, a Bertram Schäfer Motorsport-tól és a Prema Powerteam-től.
2001-ben az olasz Viareggio-ba költözött, hogy közelebb legyen az új csapatához, és, hogy a Formula 1 híres orvosával, Dr. Ricardo Checarelli-vel edzhessen. Legjobb eredménye egy harmadik hely a francia Pau-ban, ahol a német, az angol, és a francia F3 Bajnokság versenyzői küzdöttek egymás ellen.
Az utolsó három futamon újból az élen volt, pole-ból nyert mind a Nürburgringen, mind az osztrák A1 Ringen.
A szezon végén részt vett a 48. Macao-i futamon. Sikerült megszereznie a pole pozíciót olyan pilótákkal versenyezve, mint Szató Takuma, aki akkor nyerte meg az angol F3-as bajnokságot minden idők legtöbb pontjával, és írt alá a Formula 1-es Jordan csapathoz. Egyike lett annak az öt versenyzőnek, akik első látogatásuk alkalmával szerezték meg a pole-t. Ám Szató Takuma Honda motorja és a japán bajnok, Benoit Treuyler túl erősek voltak Wirdheimnek, így meg kellett elégednie a harmadik hellyel.

### Forma 3000
Christian Horner a Formula–3000-res Arden International csapat főnöke volt az, aki felfigyelt Wirdheim sikerére Makaóban és azonnal elkezdtek tárgyalni, hogy csatlakozzon a tapasztalt F3000-res és korábbi Formula 1-es pilóta Tomasz Engéhez. Tökéletes volt Wirdheimnek, hogy egy tapasztalt csapattársat kapjon, akitől tanulhat, és annak ellenére, hogy számára a Nemzetközi Formula 3000-ben szereplő legtöbb pálya ismeretlen volt, mindketten azonnal az élen voltak. Wirdheim szenzációsat produkált a brazil nagydíjon, amikor motorhiba miatt a 20. helyről verekedte át magát a mezőnyön az ötödik helyig mindössze 30 kör alatt. Az első dobogós helyét Ausztriában szerezte meg, másodikként végzett a csapattársa, Enge mögött, és ezt a szereplését Hockenheim-ban megismételte. A szezon eleje óta rengeteget fejlődött és egy csalódással teli spa-francorchamps-i hétvége után, ahol bizonyosan elég gyors volt a győzelemhez, a szezon fináléjában, Monzában megnyerte élete első F3000-res versenyét pole-ból indulva, és új körrekordot felállítva. Wirdheim lett az év újonca az összetettben elért negyedik helyével, így Christian Horner gyorsan leszerződtette a svédet a következő évre is.
2003 volt az az év, amikor eldőlt, hogy áll, vagy bukik Wirdheim karrierje a Formula 1 szempontjából. A Formula 3000 a F1 előszobája, és ahhoz, hogy bekerülj, nyerned kell. És ha egy olyan kis országból származol, mint Svédország, szenzációsan kell nyerned. A szezon nagyszerűen kezdődött egy győzelemmel San Marinóban, és úgy tűnt, a svéd nem tud hibázni. Ha nem pole-ból indult, akkor másodikként kvalifikálta magát, és ha nem nyerte meg a versenyt, második lett. És akkor jött a monacói nagydíj. Wirdheim azóta várta ezt a futamot, mióta ez előző évben elhagyta a hercegséget. A makaói sikere után Wirdheim tudta, hogy jó esélye van a győzelemre egy hasonló, utcai pályán és miután megszerezte a pole pozíciót, a győzelem félig a zsebében volt. Kényelmesen vezetett az első kanyartól fogva. A verseny felénél tisztán látszott, hogy kiemelkedik a komplett mezőnyből, 30 másodperces előnnyel vezetett, ami azt jelentette, hogy majd egy másodperccel gyorsabb köröket futott, mint bárki más. De elnézte a célvonalat, ahogy megállt a pályán, hogy gratuláljon a szerelőinek, és a győzelem kicsúszott a kezéből, amint egy másik versenyző elhúzott mellette. Kétségkívül ez volt karrierje legjobb szereplése, bizonyította ezt az álló ováció, amint a sajtószobába ment a futam után. Második silverstone-i futamát is megnyerte, azt utolsó Formula 3000-res diadalát pedig Monzában aratta. Öt pole pozícióval, hét leggyorsabb körrel, hat második hellyel és három győzelemmel két futammal a világbajnoki sorozat vége előtt bebiztosította magának a bajnoki címet, minden idők legtöbb pontját begyűjtve.
Az eredmény nagy érdeklődést keltett a Forma 1 világában, és a Jordan, a B.A.R. és a Jaguar is meghívta Wirdheimt egy tesztre. A F3000-res győzelmi díjának részeként elutazott az Egyesült Államokba is a CART-os Patrick Racing tesztjére is. Végül a Jaguar állt elő a legjobb ajánlattal, így 2004-ben a Jaguar harmadik pilótájaként mutatkozott be a Formula 1-ben.

### Forma 1
Eredetileg csak a pénteki szabadedzéseken vett volna részt a versenyhétvégéken, de a csapat hamarosan sokkal többre használta a svédet. Visszaküldték Angliába a második és harmadik nagydíj között, hogy segítsen kijavítani a rajtautomatikát és az év összes többi tesztjén is legalább egy napot dolgozott. Legjobb eredményei a Formula 1-es mezőny többi tagjával versenyezve egy negyedik leggyorsabb idő Spa-ban és egy ötödik Indianapolisban.
Tervei között szerepelt, hogy olyan jól teljesítsen, amilyen jól csak képes, és a következő évben egy versenyzői ülést kapjon a csapatnál. Azonban a Jaguar úgy döntött, hogy eladja a csapatot, így azon reményei, hogy megérkezzen a Formula 1-be, füstbe mentek. Ennek ellenére ezen egy év alatt értékes F1-es tapasztalatokat szerzett.